# Mạch điện tử
Mạch điện tử là mạch điện bao gồm các linh kiện điện tử riêng lẻ, như điện trở, bóng bán dẫn, tụ điện, cuộn cảm, điốt, vi mạch,... được nối bằng các dây dẫn hoặc vệt dẫn để dẫn dòng điện. Sự kết hợp của các thành phần và dây dẫn cho phép thực hiện các thao tác đơn giản hoặc phức tạp: tín hiệu có thể được khuếch đại, các tính toán có thể được thực hiện, và dữ liệu có thể được di chuyển từ nơi này sang nơi khác .
Mạch có thể được chế tạo từ các thành phần rời rạc kết nối bằng từng đoạn dây. Nhưng ngày nay phổ biến hơn để tạo ra các kết nối bằng kỹ thuật in quang học trên bề mặt lớp mỏng (một bảng mạch in hoặc PCB) và hàn các thành phần vào các mối liên kết này để tạo ra mạch thành phẩm. Trong mạch tích hợp hoặc IC, các thành phần và kết nối được hình thành trên cùng một bề mặt, điển hình là chất bán dẫn như silic, hoặc một số là arsenua gali .

## Các loại mạch
Một mạch điện tử thông thường có thể được phân loại là mạch tương tự, mạch điện tử số, hoặc mạch tín hiệu hỗn hợp (một sự kết hợp của các mạch tương tự và các mạch số).

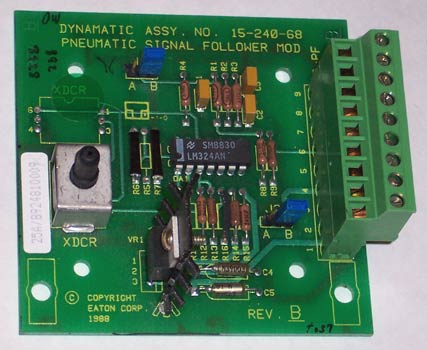
Mạch điện tử lắp trên bảng mạch in
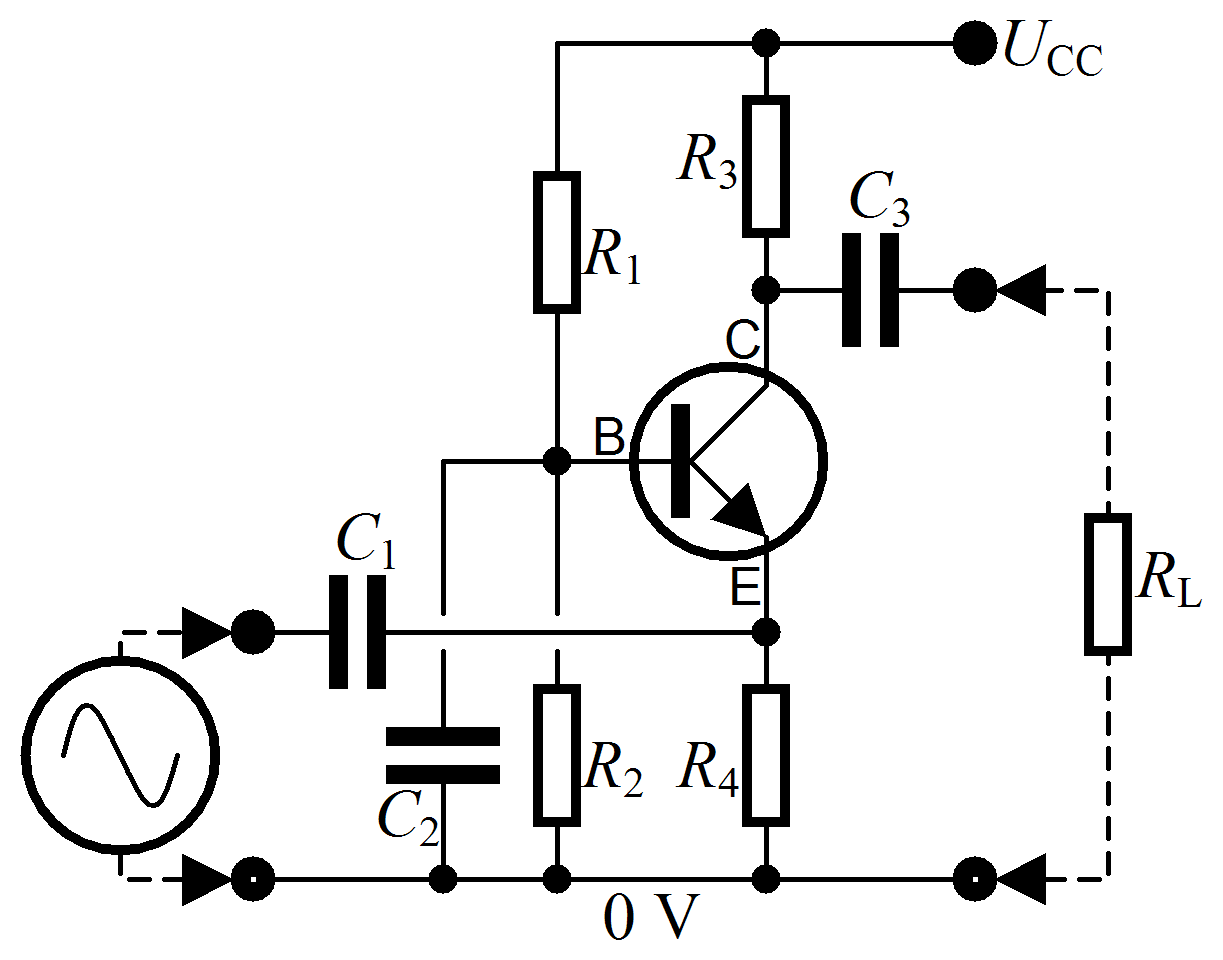
Một sơ đồ nguyên lý mạch điện tử
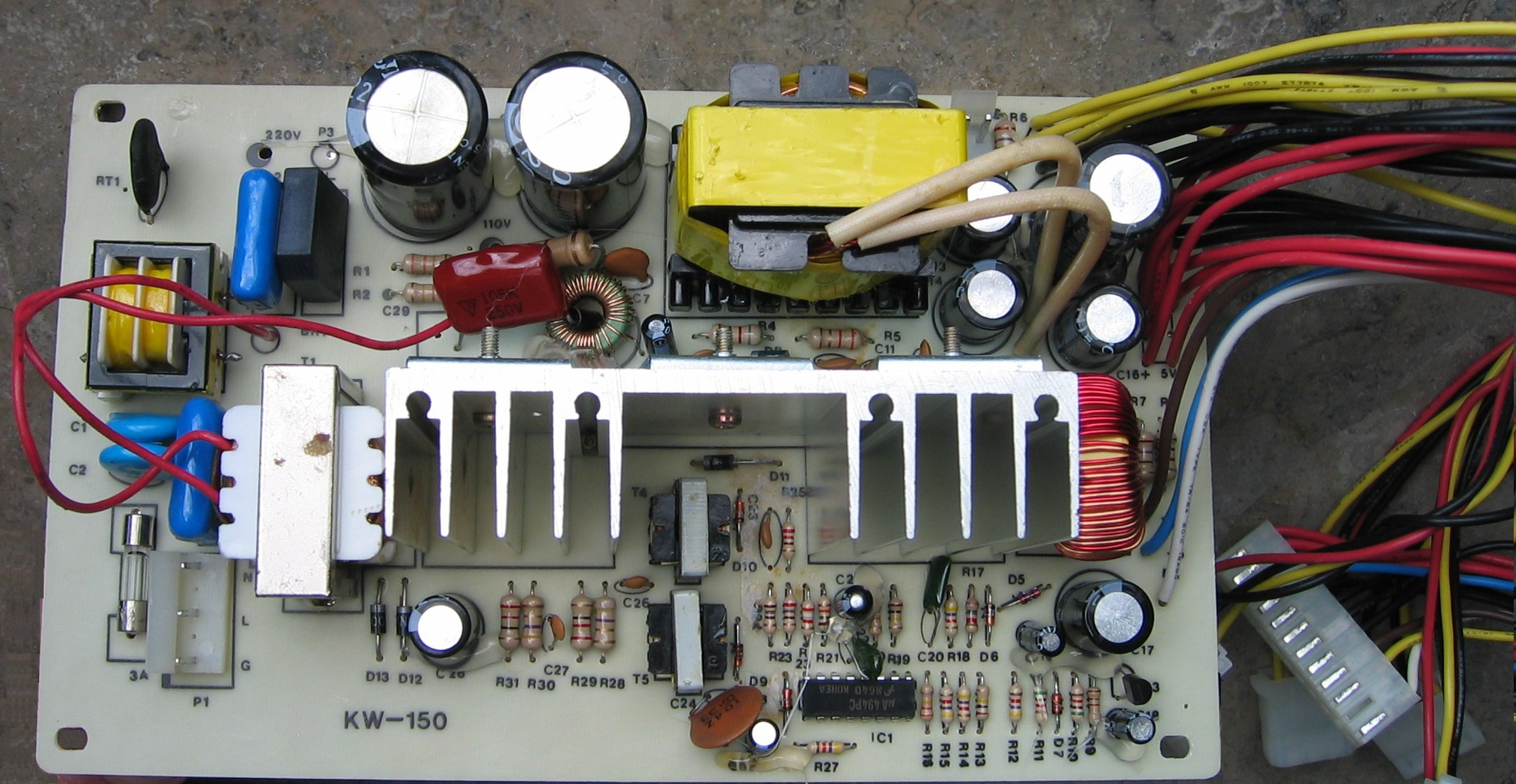
Mạch cấp điện nguồn với tản nhiệt

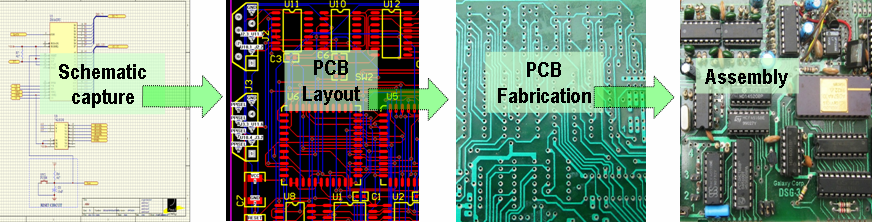
Các giai đoạn chính chế tạo bảng mạch điện tử.

## Thiết kế và chế tạo mạch điện tử
Ngày nay mạch điện tử được thiết kế trên máy tính bằng các phần mềm chuyên dụng thiết kế, như Orcad, Altium (trước đây là Protel), Fritzing,... Các phần mềm này hỗ trợ thiết kế từ lập sơ đồ mạch nguyên lý đến làm mạch in.
Kết quả thiết kế được xuất thành các tập tin điều khiển thiết bị chuyên dụng thực hiện các công đoạn khoan lỗ, in mạch, ăn mòn, làm sạch, phủ sơn cách điện, lắp linh kiện và hàn,....